# Tres Cruces (Linares)
Tres Cruces (auch: Tres Cruces Garnica oder Tres Cruces Belén) ist eine Landstadt im Departamento Potosí im südamerikanischen Anden-Staat Bolivien.

## Lage im Nahraum
Tres Cruces ist der zentrale Ort des Kanton Belén und liegt im Municipio Caiza „D“ in der Provinz José María Linares. Die Ortschaft liegt auf einer Höhe von 3453 m auf der Wasserscheide zwischen dem nach Norden fließenden Río Puna, einem Zufluss im Oberlauf des Río Pilcomayo, und dem nach Süden fließenden Río La Lava.

## Geographie
Tres Cruces liegt am südlichen Ende der Anden-Gebirgskette der Cordillera Central. Das Klima der Region ist ein typisches Tageszeitenklima, bei dem die mittleren Temperaturunterschiede im Tagesverlauf deutlicher ausfallen als im Jahresverlauf.
Die Jahresdurchschnittstemperatur in der Region beträgt etwa 17 °C (siehe Klimadiagramm Betanzos), die Monatswerte schwanken nur unwesentlich zwischen 14 °C im Juni/Juli und 19 °C von November bis Januar. Die jährliche Niederschlagsmenge liegt bei knapp 500 mm, die Monate Mai bis September sind arid mit Monatswerten unter 15 mm, nur im Januar wird ein Niederschlag von 100 mm erreicht.

## Verkehrsnetz
Tres Cruces liegt in einer Entfernung von 53 Straßenkilometern südöstlich von Potosí, der Hauptstadt des Departamentos.
Von Potosí aus führt die insgesamt 1215 Kilometer lange Nationalstraße Ruta1 nach Süden über Cuchu Ingenio nach Tres Cruces und weiter nach Tarija und Bermejo an der argentinischen Grenze. Bei Tres Cruces zweigt eine Landstraße nach Nordosten ab, die nach elf Kilometern die Provinzhauptstadt Puna erreicht.

## Bevölkerung
Die Einwohnerzahl der Ortschaft ist in den vergangenen beiden Jahrzehnten sprunghaft angestiegen:
| Jahr | Einwohner | Quelle       |
| ---- | --------- | ------------ |
| 1992 | 278       | Volkszählung |
| 2001 | 1148      | Volkszählung |
| 2012 | 2648      | Volkszählung |
| 2024 |           | Volkszählung |

Die Region weist einen hohen Anteil an Quechua-Bevölkerung auf, im Municipio Caiza „D“ sprechen 97 Prozent der Bevölkerung Quechua.